# Buzet
För andra betydelser, se Buzet (olika betydelser).
Buzet (italienska: Pinguente, tyska: Pinquent) är en stad i Istrien i nordvästra Kroatien. Buzet har 6 059 invånare (2001) och ligger i Istriens län.
I Kroatien kallas Buzet ibland för "tryffelstaden" (grad tartufa) eftersom denna sällsynta delikatess växer i markerna kring Buzet och i Mirnas dalgång.